# Amorphophallus longiconnectivus
Amorphophallus longiconnectivus là một loài thực vật có hoa trong họ Ráy (Araceae). Loài này được Bogner mô tả khoa học đầu tiên năm 1995.